# Wind Rose (groupe)
Wind Rose est un groupe de power metal fondé à Pise, dans la région italienne de Toscane en 2009. Le groupe a connu une hausse de popularité lors de la sortie de son troisième album Stonehymn en 2017. Le thème de leurs chansons est principalement inspiré des nains et du monde de J.R.R. Tolkien,.

## Biographie
Daniele Visconti, Frederico Meranda et Claudio Falconcini font leurs débuts comme groupe de reprises de Dream Theater. En 2009, ils commencent à composer leur propres morceaux. C'est avec l'ajout de Alessio Consati et Francesco Cavalieri que le groupe prend réellement forme. Le premier album du groupe Shadows Over Lothadruin sort en 2012. En 2013, Alessio Consati quitte le groupe et Cristiano Bertocchi le remplace.    
Leur musique est influencée par des groupes comme Blind Guardian, Turisas, Wintersun et Equilibrium,.  
Ils participent à plusieurs tournées européennes comme groupe de soutien pour des groupes tels que Ensiferum, Eluveitie, Kreator, Sabaton, Powerwolf et Wintersun,.   
En 2019, le groupe lance un quatrième album nommé Wintersaga avec Napalm Records. 

## Membres
- Francesco Cavalieri : Chant (2009 - présent)
- Claudio Falconcini : Guitare (2009 - présent)
- Federico Meranda : Clavier (2009 - présent)
- Cristiano Bertocchi : Basse (2014 - présent)
- Federico Gatti : Batterie (2018 - présent)

## Vidéographie

### Clips vidéo
- 2017 : To Erebor, tiré de l'album Stonehymn
- 2017 : The Returning Race, tiré de l'album Stonehymn
- 2019 : Diggy Diggy Hole, tiré de l'album Wintersaga, reprise de The Yogscast [10]
- 2019 : Drunken Dwarves, tiré de l'album Wintersaga
- 2020 : We Were Warriors, tiré de l'album Wintersaga
- 2022 : Gates of ekrund, tiré de l'album Warfront
- 2022 : Together We Rise, tiré de l'album Warfront
- 2023 : Army Of Stone, tiré de l'album Warfront
- 2024 : Rock And Stone, tiré de l'album Trollslayer
- 2024 : The Great Feast Underground, tiré de l'album Trollslayer, réalisé par Francesco Gasperini

### Lyric vidéos
- 2019 : Wintersaga, tiré de l'album Wintersaga
- 2022 : Fellows Of The Hammer, tiré de l'album Warfront
- 2022 : Breed Of Durin, tiré de l'album Wardens Of The West Wind